# Three (film)
Three è un film del 2002 diviso in tre episodi, diretti da Kim Ji-woon, Nonzee Nimibutr e Peter Chan. Il film ha avuto un seguito, intitolato Three... Extremes (2004).

## Trama

### Memories
Un uomo racconta al suo psichiatra di essere soggetto ad incubi che ritraggono sua moglie, scomparsa dalla sua vita di recente, senza però ricordarsi che cosa le sia realmente accaduto. Nel frattempo la donna si risveglia in mezzo ad una strada senza ricordarsi nulla di ciò che le è capitato; con il passare delle ore, sia moglie che marito recupereranno memoria degli avvenimenti.

### The Wheel
In fin di vita, un maestro burattinaio thailandese rivela che le sue marionette sono maledette e portatrici di morte e sventura. A pagarne le spese saranno il futuro proprietario dei burattini e tutti i suoi conoscenti e familiari.

### Going Home
Trasferitosi da pochi giorni in un decrepito e quasi disabitato palazzo, il poliziotto Wai, in cerca del figlio scomparso da qualche ora, bussa alla porta del suo unico vicino e coinquilino, il dottor Yu, facendo una macabra scoperta. Per diversi giorni Wai viene sequestrato in casa di Yu, in modo che non riveli l'incredibile esperimento che il dottore sta portando a compimento: ridare la vita alla moglie, morta da tre anni e conservata in una vasca grazie al beneficio di portentose erbe medicinali.

## Distribuzione
Rimasto inedito in Italia e molti altri paesi fino all'uscita in DVD di Three... Extremes, il film è stato distribuito in virtù del successo del suo seguito. Per questo motivo, in molti paesi è stato rinominato Three...Extremes II.

## Critica
Commento del dizionario dei film horror che assegna al film due stelle e mezzo su cinque di giudizio: "Il primo episodio è il più riuscito ed inquietante (...) sviluppato con un'essenzialità spiazzante e vincente. Il secondo episodio ha ottime atmosfere, ma difetta in una storia senza sorprese. Il terzo episodio riesce a essere macabro e suggestivo, ma manca un po' di sostanza".